# AS Central Sport
Az AS Central Sport egy 1938-ban alapított tahiti labdarúgócsapat, melynek székhelye Papeete városában található és a Tahiti labdarúgó-bajnokság első osztályában szerepel. Hazai mérkőzéseit a Stade Paterben játssza, amely 15000 fő befogadására képes.

## OFC-bajnokok ligája
A 2015/16-os idényben a csapat második helyen végzett a tahiti labdarúgó-bajnokságban és ezzel kvalifikálta magát a 2017-es OFC bajnokok-ligájának csoportkörébe. A klub az A-csoportba került, mérkőzéseit pedig Új-Kaledónián, a Stade Numa Dalyben játszhatta. A csoportkör első mérkőzésén a Central Sport gólgazdag mérkőzésen legyőzte 7-3-ra a pápua új-guineai Madang Fox együttesét. Három nappal később a tahiti csapat az új-kaledóniai AS Magenta gárdájától kikapott 4-2-re. A csoportkör utolsó, harmadik meccsén a Central Sport 3-0-ra felülmúlta a szamoai Lupe ole Soaga csapatát, de mivel a Magenta is megnyerte utolsó mérkőzését, ezért nem jutott be a bajnokok ligája elődöntőjébe.

## Jelenlegi keret
A 2017-es OFC-bajnokok ligájára nevezett keret
| #  |         | Poszt | Név                 |
| -- | ------- | ----- | ------------------- |
| 1  | Tahiti  | K     | Bruno Tetuanui      |
| 2  | Vanuatu | CS    | Kensi Tangis        |
| 3  | Tahiti  | V     | Stephane Faatiarau  |
| 4  | Tahiti  | V     | Teiki Kananou       |
| 5  | Tahiti  | V     | Teheiarii Taupotini |
| 6  | Tahiti  | KP    | Gaetan Sanchez      |
| 7  | Tahiti  | KP    | Efrain Arañeda      |
| 8  | Chile   | KP    | Miguel Ángel Estay  |
| 9  | Tahiti  | V     | Matatia Paama       |
| 10 | Tahiti  | CS    | Manuarii Hauata     |
| 12 | Tahiti  | KP    | Manutahi Tetaria    |

| #  |         | Poszt | Név                |
| -- | ------- | ----- | ------------------ |
| 13 | Chile   | V     | Diego Cifuentes    |
| 15 | Chile   | CS    | César Castillo     |
| 16 | Tahiti  | K     | Vaiarii Halligan   |
| 18 | Tahiti  | V     | Anipea Taata       |
| 20 | Tahiti  | KP    | Jay Warren         |
| 21 | Tahiti  | CS    | Fred Tissot        |
| 22 | Tahiti  | KP    | Valdo Yakeula      |
| 23 | Tahiti  | V     | Raimana Dhalluin   |
| 25 | Chile   | V     | Sergio Sandoval    |
| 30 | Vanuatu | KP    | Fenedy Masauvakalo |

### Szakmai stáb
| Név            | Poszt      |
| -------------- | ---------- |
| Cyril Klosek   | vezetőedző |
| Pierre Maitere | kapusedző  |

Forrás: oceaniafootball.com (frissítve: 2017. 03. 09.)

## Eredmények
- Super Ligue Mana
  - 21-szoros bajnok: 1955, 1958, 1962, 1963, 1964, 1965, 1966, 1967, 1972, 1973, 1974, 1975, 1976, 1977, 1978, 1979, 1981, 1982, 1983, 1985, 2018[9]
- Tahiti Kupa
  - 18-szoros kupagyőztes: 1950, 1953, 1954, 1957, 1961, 1962, 1966, 1967, 1972, 1973, 1975, 1976, 1977, 1979, 1981, 1983, 1988, 1995[10]